# Emonska cesta
Emonska cesta (deutsch: Emonastraße) ist der Name einer Straße in der Altstadt von Ljubljana, der Hauptstadt Sloweniens. Seit 2021 ist die Straße Teil der Weltkulturerbestätte Die Werke von Jože Plečnik in Ljubljana – am Menschen orientierte Stadtgestaltung.

## Geschichte
1876 wurde die Deutschen Grund-Straße (slowenisch: Križanska cesta) in Emonastraße (oder Aemonastraße) umbenannt. Die ursprüngliche Bezeichnung bezieht sich auf den Grundbesitz der Deutschordenskommende Laibach, am dem die Straße vorbeiführte. Die aktuelle Bezeichnung würdigt die dort gelegenen Ruinen der Römerstadt Aemona.

## Lage
Die Emonska beginnt in der Altstadt von Ljubljana am Platz der Französischen Revolution und endet nach Überquerung der Gradaščica über die Trnovo-Brücke an der Aufzweigung Kolezijska ulica und Karunova ulica vor der Trnovo-Kirche. Zwischen Zoisova cesta und Eipprova ulica ist die Straße die Grenze zwischen den Stadtteilen Mirje im Westen und  Krakovo im Osten.

## Abzweigende Straßen
Von Nord nach Süd münden folgende Querstraßen in die Emonastraße ein: Zoisova cesta kreuzt; Krakovska ulica von Osten; Mirje von Westen; Gradaška ulica kreuzt.

## Bauwerke
Sie wichtigsten Bauwerke entlang der Straße sind:
- Križanke
- Krakauer Kapelle
- Römische Ausgrabungen Emonahaus
- Trnovo-Brücke
- Trnovo-Kirche

### Krakauer Kapelle

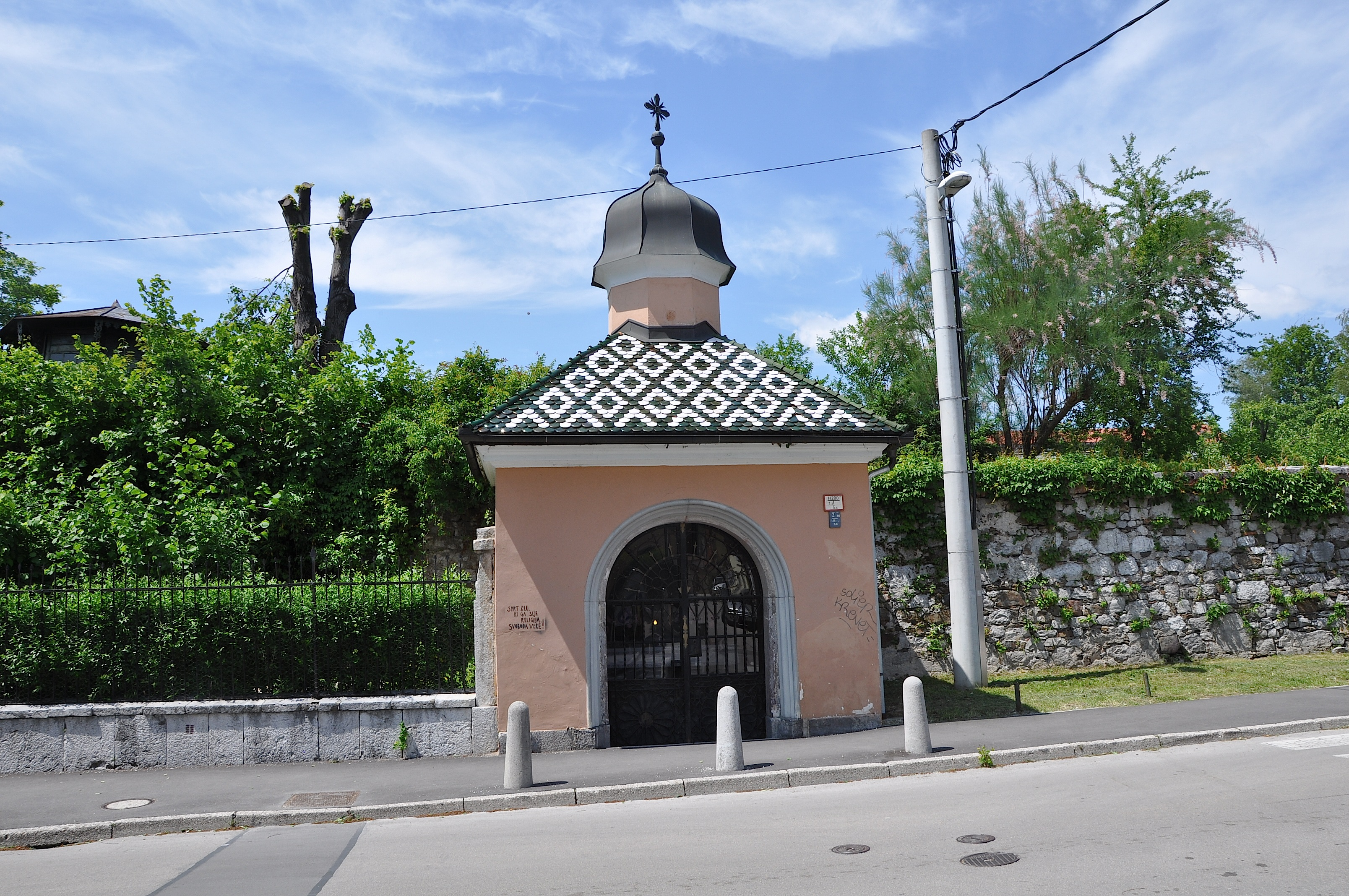
Krakauer Kapelle an der Römermauer

Gegenüber der Einmündung der Krakovska ulica steht eine gut erhaltene Mauer aus dem antiken Emona. Davor befindet sich die Krakauer Kapelle (Krakovska kapelica), eine barocke Kapelle mit der Kopie eines gotischen Marienreliefs aus der Zeit um 1260.

### Römische Ausgrabungen Emonahaus
Auf der anderen Seite der Mauer, im Garten des Hauses Mirje 4, in dem der slowenische impressionistische Maler Rihard Jakopič lebte und arbeitete, befindet sich ein archäologisches Freilichtmuseum, in dem Reste eines römischen Hauses zu sehen sind.